# Якуб Кохановський
Якуб Кохановський (пол. Jakub Kochanowski; нар. 17 липня 1997, Гіжицько) — польський волейболіст, що грає на позиції центрального блокувальника (першого темпу) за польський клуб «Ресовія» (Ряшів) і національну збірну. 

## Життєпис
Грав у клубах ШСМ ПЗПС Спала (SMS PZPS Spała, 2013—2016), АЗС Ольштин (2016—2018), «Скра» (2018—2020), «Група Азоти ЗАКСА» (Кендзежин-Козьле, 2020—2021).
12 березня 2024 року в першому переможному фінальному матчі Кубка ЄКВ 2023—2024 (3:0, на виїзді проти «Люнебурга») тільки блокуваннями здобув 6 очок.

### Досягнення
Клубні
- переможець Ліги чемпіонів ЄКВ 2021,
- володар Кубка Польщі 2021,
- володар Кубка ЄКВ 2024.

Зі збірною
- чемпіон Європи U20 (2016[3], капітан команди[4], у фіналі здолали збірну України на чолі з Олегом Плотницьким[5])
- чемпіон світу U21 (2017)[6]
- переможець Ліги Націй 2023
- чемпіон Європи 2023

Особисті
- кращий блокувальник Плюс Ліги 2017—2018, 2022—2023[7]